# بلدية بالفي
بلدية بالفي هي بلدية في لاتفيا، بلغ عدد سكانها 12,342  نسمة وذلك حسب إحصائيات سنة 2017.